# Hans Steinfeld
Hans Christopher "Chris" Steinfeld, né le 14 décembre 1959 à Denver, est un skipper américain. 

## Carrière
Hans Steinfeld participe aux Jeux olympiques de 1984 à Los Angeles et remporte la médaille d'argent avec Steve Benjamin dans l'épreuve 470.